# Saison 5 de RIS police scientifique
Chronologie
Saison 4  Saison 6 

## Distribution

### Acteurs principaux
- Philippe Caroit : Gilles Sagnac
- Pierre-Loup Rajot : Hugo Challonges
- Stéphane Metzger : Malik Berkaoui
- Jean-Luc Joseph : Frederic Artaud
- Anne-Charlotte Pontabry : Katia Shriver
- Barbara Cabrita : Julie Labro
- Coraly Zahonero : Dr Alessandra Joffrin (épisodes 1-5,7-16)
- Laurent Olmedo : Capitaine Pierre Morand

### Acteurs secondaires
- Jean-Pierre Michaël : Marc Venturi (épisode 7)
- Aurélie Bargème : Nathalie Giesbert (épisodes 1-3)
- Jean-Baptiste Marcenac : Gabriel Valmer (épisodes 1-7,13)
- Claudia Tagbo : Lieutenant Martine Forest (épisodes 2-5,7,9)
- Claire Galopin : Éloïse Soma (épisodes 1-3)
- Nicolas Abraham : Katchenko (épisode 13)

## Épisodes

### Épisode 1:Mise à l'épreuve,1repartie
- Titre original : Mise à l'épreuve, 1re partie
- Numéros : 47 (5-01)
- Scénariste(s) :
- Réalisateur(s) :
- Diffusion(s) : 
  -  France : 15 octobre 2009 sur TF1
- Audience(s) : 6,51 millions (première diffusion, France)
- Invité(es) :
- Lazare Herson-Macarel : Christophe Gernot
- Pénélope Biessy : Sonia Gernot
- Pierre-Olivier Mornas : Hervé Gernot
- Yann Ebongé : Ibrahim Sekou
- Driss Ramdi : Jordan Berkaouen
- Stéphane Bierry : Etienne Jaugaret
- Tina Sportolaro : Estelle Jaugaret
- Damien Mc Gowan : Eric, l'éducateur
- Johnson Douyard : Basketteur 1
- Akira Tsukada : Basketteur 2
- Karyan Fitoussi : Ado Foyer
- Guillemette Barioz : Sophie Lafont
- Jean-Pierre Loustau : Virgile Jaugaret
- Catherine Cyler : Nadine Jaugaret
- Jordan Chemama : Antoine Jaugaret
- Marie-Pierre Chaix : Vanessa Berland
- Hugues Boucher : Yves Berland
- Alain Fourès : Président du Tribunal
- Thierry Beccaro : Responsable du Musée
- Manuel Pires : Responsable SNCF
- Anna Broca : Directrice du Foyer
- Dominique Fouassier : L'Ombre
- Résumé : L'équipe du RIS est confrontée à plusieurs affaires. D'un côté la disparition d'une jeune fille dans un foyer pour ados difficiles, et de l'autre un procès dont le déroulement a pris une nouvelle tournure avec la découverte de nouveaux éléments...
- Commentaires :

### Épisode 2:Mise à l'épreuve,2epartie
- Titre original : Mise à l'épreuve, 2e partie
- Numéros : 48 (5-02)
- Scénariste(s) :
- Réalisateur(s) :
- Diffusion(s) : 
  -  France : 15 octobre 2009 sur TF1
- Audience(s) : 5,98 millions (première diffusion, France)
- Invité(es) :
- Cyrille Eldin : Mathias Chardonnay
- Pauline Cabessa : Chloé Laveuve
- Bérénice Marlohe : Eglantine du Meunier
- Léopold Simalty : Jacques Pinaud
- Pascal Liger : Pompier Chef
- Résumé : Toujours en train d'élucider les affaires Jaugaret et Gernot, une troisième vient s'ajouter au tableau. Nathalie et Eloïse se chargent d'enquêter, mais cette affaire est loin d'être aussi simple qu'il n'y paraît...
- Commentaires :

### Épisode 3:Profession de foi
- Titre original : Profession de foi
- Numéros : 49 (5-03)
- Scénariste(s) :
- Réalisateur(s) :
- Diffusion(s) : 
  -  France : 22 octobre 2009 sur TF1
- Audience(s) : 6,67 millions (première diffusion, France)
- Invité(es) :
- Résumé :
- Commentaires :

### Épisode 4:Alibis
- Titre original : Alibis
- Numéros : 50 (5-04)
- Scénariste(s) :
- Réalisateur(s) :
- Diffusion(s) : 
  -  France : 22 octobre 2009 sur TF1
- Audience(s) : 5,75 millions (première diffusion, France)
- Invité(es) :
- Résumé :
- Commentaires :

### Épisode 5:People
- Titre original : People
- Numéros : 51 (5-05)
- Scénariste(s) :
- Réalisateur(s) :
- Diffusion(s) : 
  -  France : 29 octobre 2009 sur TF1
- Audience(s) : 6,6 millions (première diffusion, France)
- Invité(es) :
- Diane Robert : Chiara
- Christian Vadim : Stan
- Nikos Aliagas : Lui-même
- Sandrine Quétier : Elle-même
- Résumé : Chiara, une célèbre comédienne, a été défenestrée. Les soupçons se portent sur son mari Stan. Parallèlement, une jeune femme est retrouvée morte dans un bois, probablement renversée par une voiture.
- Commentaires : On peut voir Nikos Aliagas et Sandrine Quétier dans des extraits de 50 minutes inside.

### Épisode 6:Les Fleurs du mal
- Titre original : Les Fleurs du mal
- Numéros : 52 (5-06)
- Scénariste(s) :
- Réalisateur(s) :
- Diffusion(s) : 
  -  France : 29 octobre 2009 sur TF1
- Audience(s) : 5,58 millions (première diffusion, France)
- Invité(es) :
- Résumé :
- Commentaires :

### Épisode 7:Parade mortelle
- Titre original : Parade mortelle
- Numéros : 53 (5-07)
- Scénariste(s) :
- Réalisateur(s) :
- Diffusion(s) : 
  -  France : 5 novembre 2009 sur TF1
- Audience(s) :  (première diffusion, France)
- Invité(es) :
- Jean-Pierre Michaël : Marc Venturi
- Résumé : Lors d'une parade militaire sur les Champs-Élysées, le 14 juillet, un conducteur de char d'assaut est assassiné. Le RIS doit collaborer avec les experts militaires sur cette enquête, et l'ancien chef du labo Marc Venturi est chargé par ses supérieurs de l'armée de terre d'aider ses anciens collègues policiers scientifiques.
- Commentaires : Marc Venturi réapparaît exceptionnellement dans cet épisode.

### Épisode 8:Feu intérieur
- Titre original : Feu intérieur
- Numéros : 54 (5-08)
- Scénariste(s) :
- Réalisateur(s) :
- Diffusion(s) : 
  -  France : 5 novembre 2009 sur TF1
- Audience(s) :  (première diffusion, France)
- Invité(es) :
- Résumé :
- Commentaires :

### Épisode 9:Pressing
- Titre original : Pressing
- Numéros : 55 (5-09)
- Scénariste(s) :
- Réalisateur(s) :
- Diffusion(s) : 
  -  France : 1er avril 2010 sur TF1
- Audience(s) :  (première diffusion, France)
- Invité(es) :
- Résumé :
- Commentaires :

### Épisode 10:Dernier Voyage
- Titre original : Dernier Voyage
- Numéros : 56 (5-10)
- Scénariste(s) : Benjamin Dupont-Jubien, Xavier Douin
- Réalisateur(s) : Jean-Marc Thérin
- Diffusion(s) : 
  -  France : 1er avril 2010 sur TF1
- Audience(s) :  (première diffusion, France)
- Invité(es) : Aurélia Nolin, Pierre Reggiani, Fabien Baïardi
- Résumé :
- Commentaires :

### Épisode 11:Plus belle que moi
- Titre original : Plus belle que moi
- Numéros : 57 (5-11)
- Scénariste(s) :
- Réalisateur(s) :
- Diffusion(s) : 
  -  France : 8 avril 2010 sur TF1
- Audience(s) :  (première diffusion, France)
- Invité(es) : Ophélie Winter
- Résumé :
- Commentaires :

### Épisode 12:Noces de sang
- Titre original : Noces de sang
- Numéros : 58 (5-12)
- Scénariste(s) :
- Réalisateur(s) :
- Diffusion(s) : 
  -  France : 8 avril 2010 sur TF1
- Audience(s) :  (première diffusion, France)
- Invité(es) :
- André Oumansky : Jean-Louis Sagnac
- Résumé :
- Commentaires :

### Épisode 13:Dans la ligne de mire
- Titre original : Dans la ligne de mire
- Numéros : 59 (5-13)
- Scénariste(s) :
- Réalisateur(s) :
- Diffusion(s) : 
  -  France : 15 avril 2010 sur TF1
- Audience(s) : 6,6 millions (première diffusion, France)
- Invité(es) :
- Sara Viot (Anne Olivon)
- Nicolas Ly (Lionel)
- Mélanie Le Duc (Jennifer Katian)
- Daniel Briquet (Vaubayon)
- Yannick Ben Hadou (Jimmy)
- Garry Piéri (Abdel)
- Nicolas Abraham (Katchenko)
- Sonia Challal (Kadija)
- Pascal Parmentier (Agent de surveillance)
- Résumé : Une jeune policière de la BRB se retrouve prise dans une fusillade qui tourne mal. Malik, qui revient d’une scène de crime à proximité, lui vient en aide mais son intervention tourne au drame : la jeune femme meurt et tout accuse Malik de l’avoir tuée…
- Commentaires :

### Épisode 14:Explosif
- Titre original : Explosif
- Numéros : 60 (5-14)
- Scénariste(s) :
- Réalisateur(s) :
- Diffusion(s) : 
  -  France : 15 avril 2010 sur TF1
- Audience(s) : 6,0 millions (première diffusion, France)
- Invité(es) :
- Sonia Codhant (Sandra Richard)
- Luis Marques (Sébastien Santos)
- Frédéric Imberty (Henri Laroche / Nounours)
- Éric Herson-Macarel (Thomas Levec)
- Flore Vannier-Moreau (Nathalie, assistante de Sandra)
- Thierry Der'Ven (Roland Richard)
- Christelle Reboul (Sophie Levec)
- Rachid Bey Hafassa (Gréviste 1)
- Yann Tremblay (Gréviste 2)
- John Médalin (OPJ)
- Résumé : Une usine de produits chimique explose, tuant le directeur des Ressources Humaines et blessant la directrice générale et son assistante. Rapidement, les premiers éléments tendent à monter que la victime a été tuée quelques minutes avant l’explosion et qu’il faut sans doute chercher le coupable parmi les employés…
- Commentaires :

### Épisode 15:Retraite anticipée
- Titre original : Retraite anticipée
- Numéros : 61 (5-15)
- Scénariste(s) :
- Réalisateur(s) :
- Diffusion(s) : 
  -  France : 22 avril 2010 sur TF1
- Audience(s) : 6,3 millions (première diffusion, France)
- Invité(es) :
- Résumé :
- Commentaires :

### Épisode 16:Sous pression
- Titre original : Sous Pression
- Numéros : 62 (5-16)
- Scénariste(s) :
- Réalisateur(s) :
- Diffusion(s) : 
  -  France : 29 avril 2010 sur TF1
- Audience(s) : 5,8 millions (première diffusion, France)
- Invité(es) :
- Résumé :
- Commentaires :